# Crécy-au-Mont
Crécy-au-Mont es una comuna francesa, situada en el departamento de Aisne, de la región de Alta Francia.

## Demografía
| 320 | 295 | 251 | 296 | 294 | 290 | 294 | 345 |
| Para los censos de 1962 a 1999 la población legal corresponde a la población sin duplicidades (Fuente: INSEE [Consultar]) |     |     |     |     |     |     |     |